# Jay Jasanoff
Jay Harold Jasanoff ([ˈdʒæzənɒf]; * 12. Juni 1942) ist ein US-amerikanischer Sprachwissenschaftler und Indogermanist. Er ist insbesondere bekannt für seine Forschung zum urindogermanischen Verbum. Seit 1998 unterrichtet er Indogermanistik und historische Sprachwissenschaft an der Harvard University in Cambridge (Massachusetts).
2011 wurde Jasanoff in die American Academy of Arts and Sciences gewählt.
Er ist mit der Wissenschaftssoziologin, Juristin und Linguistin Sheila Jasanoff verheiratet und Vater der Historikerin Maya Jasanoff.

## Schriften (Auswahl)
- Stative and Middle in Indo-European (= Innsbrucker Beiträge zur Sprachwissenschaft. 23). Institut für Sprachwissenschaft der Universität Innsbruck, Innsbruck 1978, ISBN 3-85124-540-7.
- als Herausgeber mit H. Craig Melchert, Lisi Oliver: Mír Curad. Studies in Honor of Calvert Watkins (= Innsbrucker Beiträge zur Sprachwissenschaft. 92). Institut für Sprachwissenschaft der Universität Innsbruck, Innsbruck 1998, ISBN 3-85124-667-5.
- Hittite and the Indo-European Verb. Oxford University Press, Oxford u. a. 2003, ISBN 0-19-924905-9.
- The Prehistory of the Balto-Slavic Accent (= Brill’s Studies in Indo-European Languages & Linguistics. 17). Brill, Leiden u. a. 2017, ISBN 978-90-04-34609-3.

| Personendaten    | Personendaten                                             |
| ---------------- | --------------------------------------------------------- |
| NAME             | Jasanoff, Jay                                             |
| ALTERNATIVNAMEN  | Jasanoff, Jay Harold (vollständiger Name)                 |
| KURZBESCHREIBUNG | US-amerikanischer Sprachwissenschaftler und Indogermanist |
| GEBURTSDATUM     | 12. Juni 1942                                             |